# Carmen Morán
Carmen López Fariña (Montevideo, 1963), conocida por su nombre artístico Carmen Morán, es una actriz, cantante, directora, productora, comunicadora, docente y ex modelo uruguaya. Es hija de la periodista y  actriz Cristina Morán.

## Carrera
Realizó sus estudios de actuación en la Escuela Multidisciplinaria de Arte Dramático (EMAD), en 1986. 

### Teatro
En el teatro, incursionó en los roles de actriz, directora y cantante. Además, es docente en diversos talleres de teatro. 
Su debut fue a los 17 años, en 1980, en la obra El avaro en el Teatro El Tinglado, dirigida por Alfredo de la Peña. Años después también participó en el elenco de La familia Merengue. También estuvo en obras como Doña Rosita la soltera y Los gigantes de la montaña. 
En el 2004 protagonizó la obra de teatro Las novias de Travolta en la Sala del Teatro Movie, junto a un elenco de actores encabezado por Ana Pañela, Roxana Blanco, Paz Sapriza. Repitió su papel años después.
En el año 2013 protagonizó la obra Mujeres en oferta y dirigió Hijas de la mala vida. En 2018 coprotagonizó junto a Daiana Abracinskas y Cristina Cabrera la obra humorística Si el pampero lakaricia.
En el 2019 dirigió la obra Tenemos visita, guionada por la argentina Alicia Muñoz y protagonizada por su hija Denise Dalmás. Ese mismo año coprotagonizó Copadas en el personaje de Cecilia, junto a las actrices Catalina Ferrand, Luciana González, Andy Vila y Paula Echevarría. También participó del musical Maldito en el Teatro El Tinglado.  
Coprotagonizó varias obras de teatro junto a su madre Cristina Morán, como Las Morán han venido para quedarse, De tangos y de versos (2017-2021), Morán y Morán (2020), Lecciones de vida (2021), entre otras. También la dirigió en la obra La pipa de la Paz en el año 2018.
También participó de varios musicales junto al guitarrista y arreglador Luciano Gallardo, tales como Esta noche estoy de tangos, Tangos a la carta, El callejón y Tango de a dos, los dos últimos en el año 2020. En ese mismo año estuvo en las obras Compartiendo un café y Poemas al atardecer, ciclo de poesías en El Pinar, donde vivió por varias décadas.

### Radio
En radio condujo junto a Sergio Puglia el programa Ramos generales por la radio Nuevo Tiempo. También participó de un periodístico en Azul FM y en 2010 y 2021 condujo el programa Informalmente junto a los periodistas Gustavo Harreguy y Victoria Riva, en la radio Ciudad de la Costa en el Departamento de Canelones.

### Televisión
En televisión participó de las ficciones Al desnudo, Correr el riesgo y Alí Socrates. También cocondujo los magacines Domingos continuados por Canal 10, Saeta, junto a su madre Cristina Morán, y Para pasarlo bien por Canal 5.
En el año 2021 participó en la segunda temporada del reality MasterChef Celebrity Uruguay, en su vuelta a la televisión. Además, desde octubre conduce el programa de entrevistas a políticos El puente, emitido semanalmente por el canal digital Esdrújula TV. A partir de enero de 2025, conduce el late show "La Morán De Noche", ciclo de entrevistas que se emite 3 veces a la semana por Canal 5, televisión nacional del Uruguay.

### Otros trabajos
Guadalajara e modelo y llegó a tener su propia agencia de modelaje, en la década de 1990.
En 1994 coprotagonizó la película El curro Jiménez, junto a Sergio Pereira, coproducción de Uruguay y España.

## Vida privada
Tiene tres hijos: Dominique, Daniel y Denise Dalmás.